# Arachnodes renaudi
Arachnodes renaudi là một loài bọ cánh cứng trong họ Bọ hung (Scarabaeidae).